# Henry Osborne Havemeyer
Henry Osborne Havemeyer (født 18. oktober 1847, død 4. december 1907) var en amerikansk erhvervsmand, iværksætter og direktør for et sukkerraffinaderi. Han grundlagde og blev præsident for American Sugar Refining Company i 1891.
Havemeyer var tredje generation af en slægt, der arbejdede i sukkerbranchen, og han var ansvarlig for udvidelsen af familiefirmaet til American Sugar Refining Company, som var førende på sukkerfremstillingsområdet i slutningen af 1800-tallet. Sammen med sin hustru, Louisine, var han en ivrig kunstsamler, der anskaffede en stor privat samling. Han var således en af de tidligste samlere af impressionistisk kunst i Amerika, hvortil han fik god hjælp af Mary Cassatt. Efter Louisine Havemeyers død i 1929 overgik en stor del af parrets samling ifølge hendes testamente til Metropolitan Museum of Art.